# Норт Инид (Оклахома)
Норт Инид (енгл. North Enid) град је у америчкој савезној држави Оклахома.

## Демографија
По попису из 2010. године број становника је 860, што је 64 (8,0%) становника више него 2000. године.
| Група             | 2000.       | 2010.       |
| Белци             | 765 (96,1%) | 773 (89,9%) |
| Афроамериканци    | 2 (0,3%)    | 7 (0,8%)    |
| Азијати           | 0 (0,0%)    | 18 (2,1%)   |
| Хиспаноамериканци | 3 (0,4%)    | 17 (2,0%)   |
| Укупно            | 796         | 860         |